# 马卡吕德市镇
马卡吕德市镇（瑞典語：Markaryds kommun）是瑞典南部克鲁努贝里省的一个市镇。其治所位于马卡吕德。